# Cyanolyca pumilo
Cyanolyca pumilo là một loài chim trong họ Corvidae.